# Miguel Penteado
Miguel Penteado (Charqueada, 1918 - ???) foi um editor e artista brasileiro de histórias em quadrinhos. Na década de 1950 ilustrou diversas capas de gibis de terror para a editora La Selva. Ele também foi um dos organizadores da 1ª Exposição Internacional de Histórias em Quadrinhos, inaugurada em 18 de junho de 1951.
Em 1959, fundou com Jayme Cortez e editora Continental (depois editora Outubro e, por fim editora Taíka), responsável, entre outras coisas, pela estreia de Mauricio de Sousa nas bancas com a revista Bidu. Ainda na década de 1960, articulou com outros artistas o movimento pela nacionalização dos quadrinhos, que envolvia um projeto de Lei apresentado para o então presidente Jânio Quadros, que obrigaria as editoras a publicar dois terços de produção nacional de gibis. Depois de se afastar da editora que fundara, Miguel Penteado criou a Gráfica e Editora Penteado (GEP), que lançou diversas revistas da Marvel Comics no Brasil a partir de 1968. A editora também investiu em produção nacional, com títulos de guerra, terror, humor, infantis e super-heróis, como Fantar, Pele de Cobra, SuperArgo, e o mais famoso de todos: Raio Negro, de Gedeone Malagola. Foi o título que durou mais tempo e foi fenômeno de popularidade à época.
Por suas contribuições para os quadrinhos basileiros, Miguel Penteado foi homenageado com o Troféu HQ Mix de 1998, na categoria Grande Mestre.